# Tiencsin Teda FC
A Tianjin Teda FC egy 1951-ben alapított kínai labdarúgóklub. Székhelye Tiencsinben található. Jelenleg a kínai élvonalban szerepel. Legnagyobb riválisa a Beijing Guoan.

## Név változtatások
- 1957–92: Tianjin City FC (天津市足球队).[1]
- 1993–94: Tianjin FC (天津足球俱乐部)
- 1995–96: Tianjin Samsung (天津三星)
- 1997: Tianjin Lifei (天津立飞)
- 1998–2020: Tianjin Teda (天津泰达)
- 2021–: Tianjin Jinmen Tiger (天津津门虎)

## Stadion

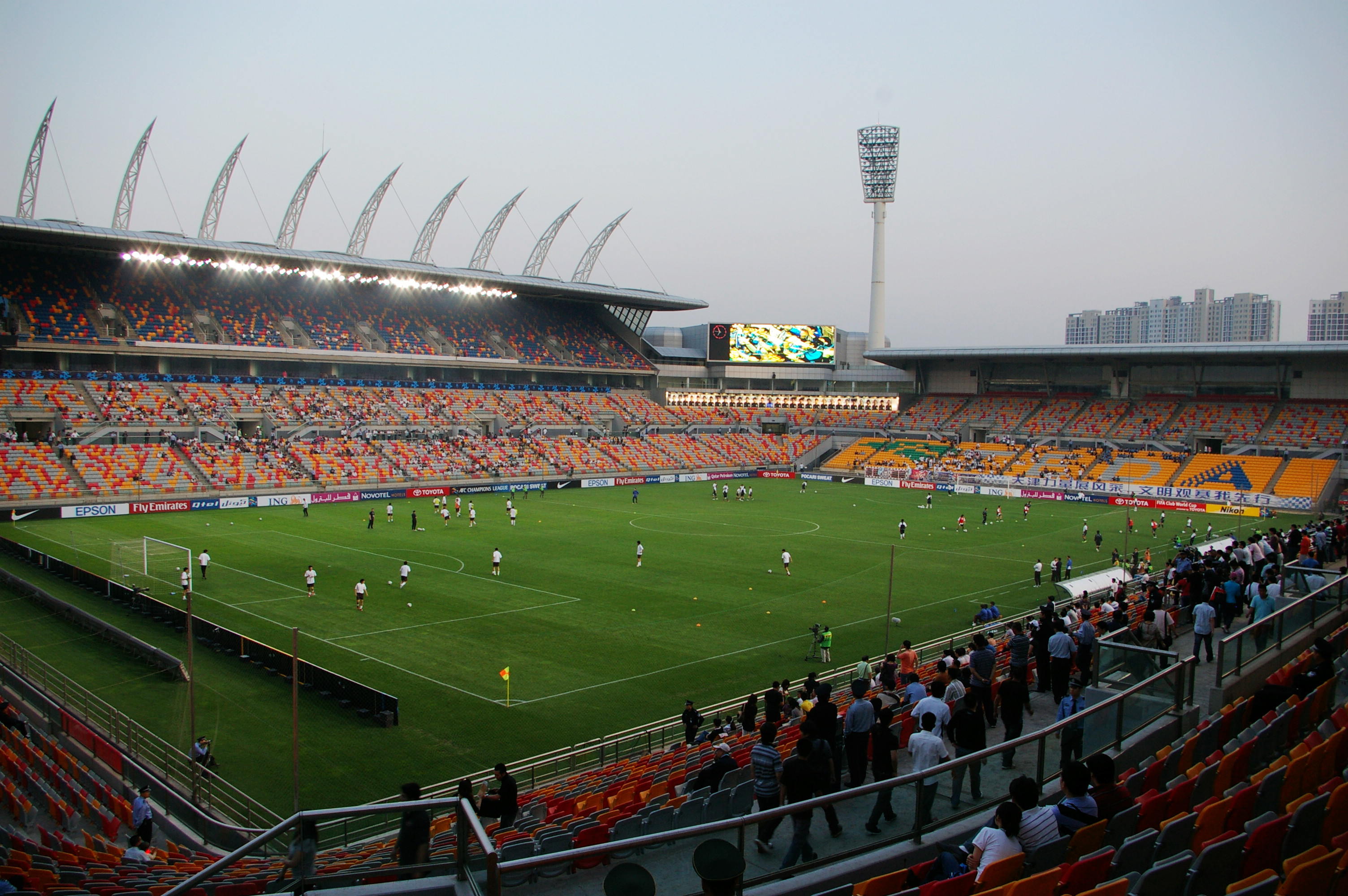
Tianjin TEDA Soccer Stadium

A TEDA Football Stadion (kínaiul: 泰达足球场) egy professzionális futballstadion Tiencsinben, Kínában. A Tianjin Teda FC otthonául szolgál, 37 450 férőhelyes, 2004-ben épült. A stadion tulajdonosa a Tianjin Economic-Technological Development Area (TEDA), kivitelezését a  Peddle Thorp Architects ausztrál vállalat végezte.

## Sikerek
- Chinese Jia-A League

Győztes (3): 1960, 1980, 1983
- Chinese FA Cup

Győztes (2): 1960, 2011